# Polycyrtus neglectus
Polycyrtus neglectus är en stekelart som beskrevs av Joseph Augustine Cushman 1926. Polycyrtus neglectus ingår i släktet Polycyrtus och familjen brokparasitsteklar. Inga underarter finns listade i Catalogue of Life.